# Crypturellus casiquiare
Crypturellus casiquiare е вид птица от семейство Тинамуви (Tinamidae).

## Разпространение
Видът е разпространен във Венецуела, Колумбия и Перу.